# بتی درایور
بتی درایور (انگلیسی: Betty Driver؛ ۲۰ مهٔ ۱۹۲۰ – ۱۵ اکتبر ۲۰۱۱) یک هنرپیشه، و خواننده اهل بریتانیا بود. وی بین سال‌های ۱۹۲۸ تا ۲۰۱۱ میلادی فعالیت می‌کرد.